# 미부노 다다미네

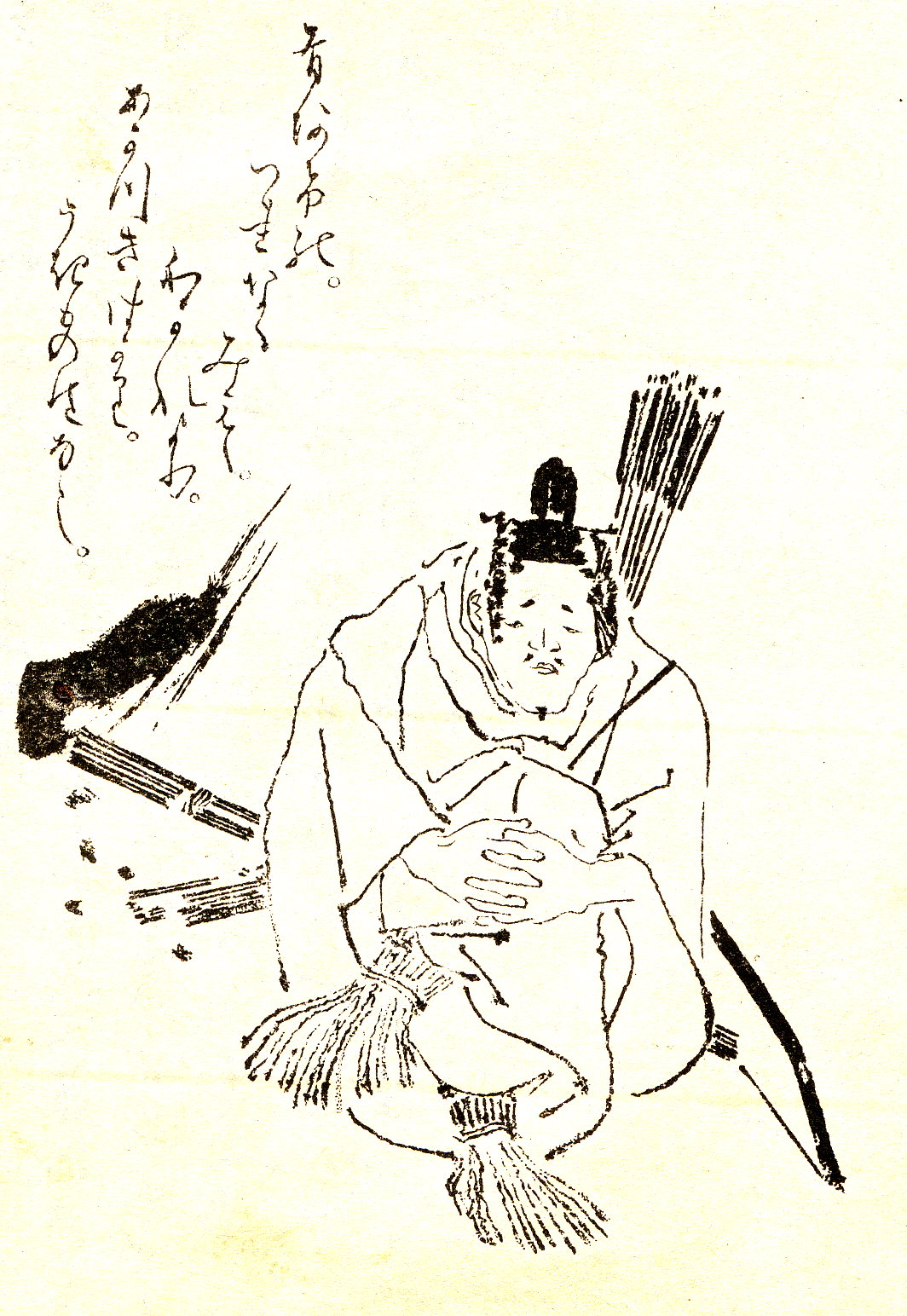
미부노 다다미네

미부노 다다미네(일본어: 壬生忠岑, 860년 ~ 920년)는 헤이안 시대 전기의 시인이다.

## 와카
```
동이 틀 무렵 무정하게 돌아서 헤어진 후 날이 밝는 것보다 괴로운 것은 없네
有明のつれなく見えし別れより暁ばかり憂きものはなし
```